# Vilhelm Buhl
Vilhelm Buhl (Fredericia, 16 ottobre 1881 – Copenaghen, 18 dicembre 1954) è stato un politico danese, primo ministro della Danimarca dal 4 maggio al 9 novembre 1942 (a capo di un governo di unità nazionale durante l’occupazione nazista della Danimarca) e dal 5 maggio al 7 novembre 1945, subito dopo la fine della seconda guerra mondiale.

## Biografia
Esponente del partito socialdemocratico, Buhl ricoprì la carica di Ministro delle Finanze dal 1937 al 1942 durante i governi guidati da Thorvald Stauning.
Nel maggio 1942, durante l'occupazione nazista della Danimarca, Stauning muore e Buhl gli succede alla guida dell'esecutivo ma il suo governo dura solo sei mesi. A seguito della “crisi del telegramma”, Hitler ordina l'immediata sostituzione di Buhl con Erik Scavenius.
Dopo la liberazione della Danimarca da parte delle forze britanniche comandate dal generale Montgomery, Buhl viene richiamato alla guida di un governo di unità nazionale che dovette fare i conti con gli esponenti del regime collaborazionista con i nazisti.
Dopo le elezioni dell'ottobre 1945 Buhl viene sostituito da Knud Kristensen.